# Bistum Palghat
Das Bistum Palghat (lateinisch Dioecesis Palghatensis) ist ein Bistum der mit der römisch-katholischen Kirche unierten syro-malabarischen Kirche mit Sitz in Palghat in Indien.

## Geschichte
Papst Paul VI. errichtete es mit der Apostolischen Konstitution Apostolico requirente am 27. Juni 1974 aus Gebietsabtretungen der Eparchie Trichur und unterstellte es dem Großerzbistum Ernakulam-Angamaly als Suffragandiözese.
Am 18. Mai wurde 1995 wurde es Teil der Kirchenprovinz der Erzeparchie Trichur. Einen Teil des Territoriums verlor es am 18. Januar 2010 an die Eparchie Ramanathapuram.
Das Bistum erfasst nur die syro-malabarischen Katholiken im Distrikt Palakkad im Bundesstaat Kerala. Die dort ebenfalls wohnenden Katholiken des lateinischen Ritus und der syro-malankarisch katholischen Kirche gehören zu anderen Diözesen.

## Bischöfe von Palghat
- Joseph Irimpen (27. Juni 1974 – 1. Dezember 1994, emeritiert)
- Jacob Manathodath (11. November 1996 – 15. Januar 2022, emeritiert)
- Peter Kochupuruckal (seit dem 15. Januar 2022)